# Brest (Bělorusko)
Brest (Brest-Litovsk, též česky Brest Litevský, Brest nad Bugem či Běrasce; bělorusky Брэст, Берасьце, rusky Брест, Brest) je historické město v západním Bělorusku nad řekou Bug. Město leží velmi blízko hranici s Polskem a je nejvýznamnějším hraničním přechodem mezi Běloruskem a Evropskou unií.
Město je centrem Brestské oblasti a počtem obyvatel (346 061) je 6. nejlidnatější v zemi. Město se stalo jedním z center počátečního odporu Rudé armády během druhé světové války, kdy při Operaci Barbarossa sovětští vojáci bránili Brestskou pevnost.

## Název
Původ názvu není jasný a teorie o něm se různí: název může pocházet ze slovanských výrazů beresta (březová kůra), berest (jilm) či z litevského brasta (říční brod). Název města se několikrát měnil: do 17. století se jmenovalo Berestě, od 17. do poč. 20. století Brest-Litovsk (Brest Litevský), 1921–39 Brest nad Bugem a později jednoduše Brest.
Názvy v dalších jazycích
- bělorusky: Брэст, též Берасьце, Бярэ́сьце / Běrasce, Bjarasce
- polsky: Brześć (nad Bugiem)
- ukrajinsky: Берестя / Beresťa
- litevsky: Brestas

## Dějiny
Brest vznikl v místě, kde se stýkaly vlivy Polska a Kyjevské Rusi. První zmínka o městě pochází již z roku 1019. Roku 1500 bylo vypáleno patnáctitisícovým tatarským nájezdem. V letech 1569–1795 bylo město součástí Polsko-litevské unie. Část pravoslavného duchovenstva tohoto soustátí zde roku 1596 uzavřela tzv. Brestskou unii s katolickou církví.
Po 3. dělení Polska v roce 1795 Brest připadl Ruskému impériu. V průběhu 19. století se z města stala rozsáhlá pevnost, přičemž obytná část města se přesunula vně hradeb a většina starých budov byla zbořena, popř. přestavěna. Z baziliánského kláštera vzniklo mj. kasino pro důstojníky; právě v tomto tzv. Bílém paláci byla 3. března 1918 podepsána Brestlitevská mírová smlouva, která ukončila boje na východní frontě první světové války. Brestská pevnost sehrála důležitou úlohu v druhé světové válce; v roce 1965 obdržela pevnost oficiální hrdinské vyznamenání.
V letech 1918–1939 byl Brześć opět začleněn do hranic polského státu, roku 1921 se stal hlavním městem Poleského vojvodství. Roku 1939 po dohodě s hitlerovským Německem obsadil východní Polsko, dnes západní Bělorusko Sovětský svaz; po druhé světové válce byla odsunuta většina Poláků a z Brestu se stalo centrum Brestské oblasti Běloruské SSR, později samostatného Běloruska (od roku 1991). Příslibem zlepšení spolupráce s Polskem a Ukrajinou je nově ustavený Euroregion Bug.

### Židé v Brestu
Podobně jako okolní města měl i Brest od 17. století početnou židovskou komunitu, která v některých obdobích tvořila většinu obyvatel města: např. při sčítání v roce 1897 bylo z celkového počtu 46 586 obyvatel 30 608 židovského vyznání. Po první světové válce jich zůstala zhruba polovina; během holokaustu bylo na konci roku 1942 židovské ghetto zlikvidováno a prakticky všichni Židé vyvražděni.

## Doprava

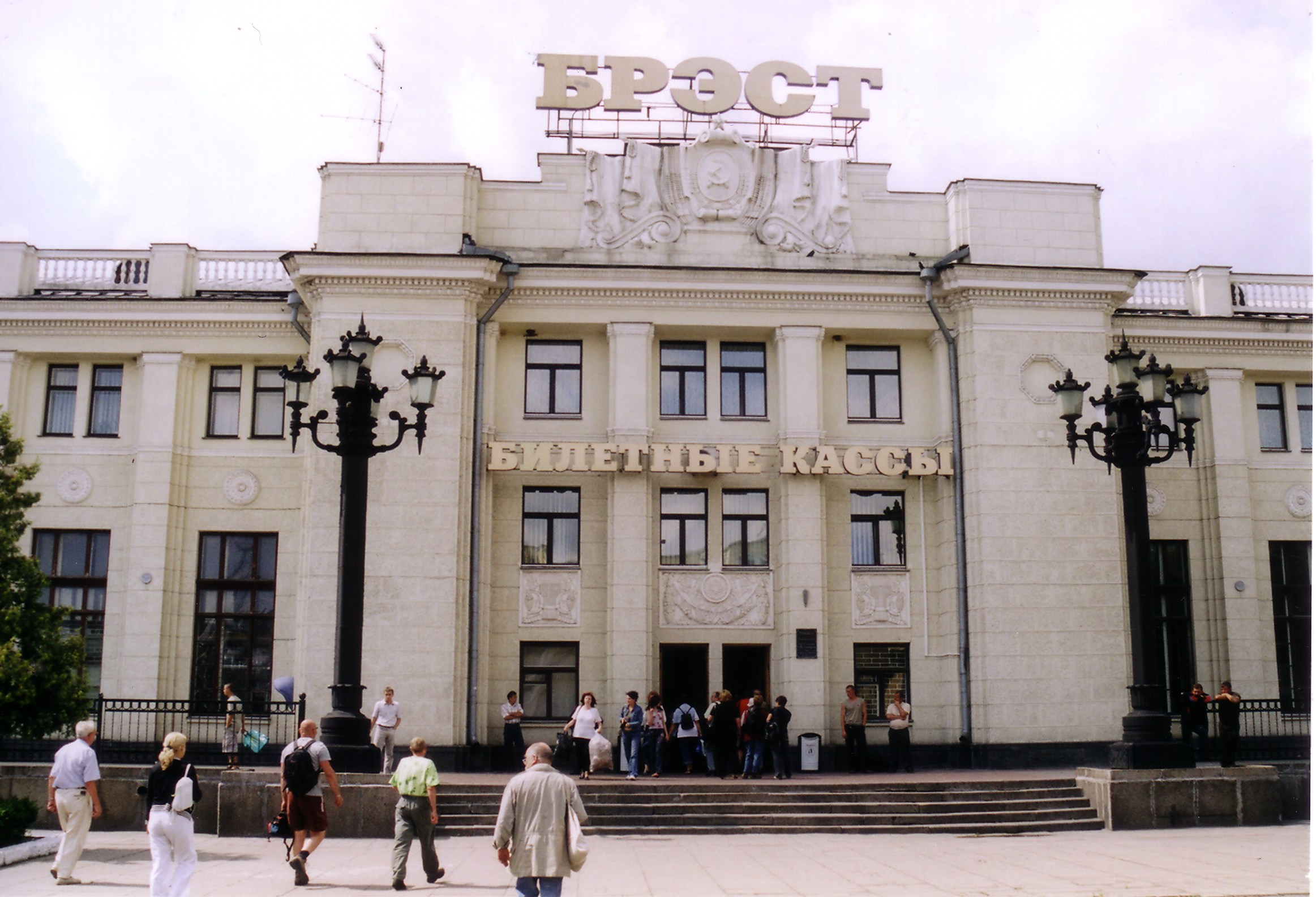
Nádraží v Brestu: zatímco název je uveden v běloruštině, nápis "výdejny jízdenek" je ruský.

Brest je velmi důležitým dopravním uzlem a hraničním přechodem mezi střední a východní Evropou.
Železniční tratě odtud vedou ve směrech na (1) Minsk a Moskvu, (2) Pinsk a Homel, (3) ukrajinský Kovel, (4) polský Łuków a dále na Varšavu, (5) polský Bělostok. Do roku 2020 tudy projížděly také vlaky spojující Prahu a Moskvu. Kvůli rozdílnému rozchodu kol mezi evropským a běloruským (a ruským) železničním systémem zde dochází k výměně podvozků.
Prochází tudy také silniční tah Varšava–Moskva.
Brestem vede mezinárodní vodní cesta E-40 Dněpr – Visla (resp. její část Dněpersko-bugský kanál, jehož západní konec vede na území města ještě upraveným korytem řeky Muchavec).
Městskou hromadnou dopravu zajišťují autobusy a od roku 1981 také trolejbusy.
Poblíž města je menší mezinárodní letiště.

## Partnerská města
- Aberdeen, Spojené království
- Astrachaň, Rusko
- Biała Podlaska, Polsko
- Botoșani, Rumunsko
- Clermont-Ferrand, Francie
- Coevorden, Nizozemsko
- Černihiv, Ukrajina
- České Budějovice, Česko
- Greater Sudbury, Kanada
- Ivano-Frankivsk, Ukrajina
- Kaliningrad, Rusko
- Kovrov, Rusko
- Liepāja, Lotyšsko
- Lublin, Polsko
- Luck, Ukrajina
- Nižnij Tagil, Rusko
- Oděsa, Ukrajina
- Orel, Rusko
- Petrohrad, Rusko
- Petrozavodsk, Rusko
- Pleven, Bulharsko
- Port-sur-Saône, Francie
- Radom, Polsko
- Siao-kan, Čína
- Siedlce, Polsko
- Terespol, Polsko
- Ťumeň, Rusko